# Trox torpidus
Trox torpidus är en skalbaggsart som beskrevs av Edgar von Harold 1872. Trox torpidus ingår i släktet Trox och familjen knotbaggar. Inga underarter finns listade i Catalogue of Life.